# Lava (film)
 (juin 2015).
Si vous disposez d'ouvrages ou d'articles de référence ou si vous connaissez des sites web de qualité traitant du thème abordé ici, merci de compléter l'article en donnant les références utiles à sa vérifiabilité et en les liant à la section « Notes et références ».
Pour plus de détails, voir Fiche technique et Distribution.
Lava, ou Uku et Lélé au Québec, est un court film d'animation musicale, produit par Pixar Animation Studios. Réalisé par James Ford Murphy et produit par Andrea Warren, sa première projection eut lieu au Festival international du film d'animation d'Hiroshima le 14 juin 2014 et sortit en salle en première partie de Vice-Versa de Pixar.

## Synopsis
Sur une île tropicale au milieu de l'océan Pacifique, un volcan solitaire nommé Uku observe autour de lui les couples d’animaux et leurs jeux amoureux, et espère lui aussi un jour trouver son âme sœur. Il se met alors à chanter une chanson d’espoir à l’océan, chaque jour pendant plusieurs milliers d’années, alors que sa lave se répand et qu’il sombre de plus en plus dans l’eau. Il ne sait pas que dans les fonds marins, un autre volcan nommé Lélé a écouté sa chanson chaque jour, et est tombée amoureuse de lui. Un jour enfin, elle émerge de l’océan mais sa masse de rocaille est tournée du mauvais côté, ce qui l’empêche de voir Uku. Celui-ci, désespéré, finit par sombrer et pleure à en remplir l’océan, jusqu’à ce qu’il entende à son tour, par la voix de Lélé, la chanson qu’il avait chantée tant de fois auparavant. Son cœur de lave se remet alors à jaillir, et il remonte à la surface aux côtés de Lélé. Les deux volcans forment alors une même île où ils vivent heureux jusqu’à la fin des temps.

## Fiche technique
- Titre : Lava
- Titre québécois : Uku et Lélé
- Réalisation : James Ford Murphy
- Producteur : Andrea Warren
- Production : Pixar Animation Studios
- Photographie : Colin Levy
- Animateur : James W. Brown et Royce Wesley
- Pays d'origine :  États-Unis
- Langue originale : anglais
- Durée : 7 minutes
- Dates de sortie :
  - Japon : 14 juin 2014 (Festival international du film d'animation d'Hiroshima)
  - France : 17 juin 2015
  - États-Unis : 19 juin 2015

## Distribution

### Voix originales
- Kuana Torres Kahele : Uku
- Napua Greig : Lele

### Voix québécoises
- Martin Giroux : Uku
- Annie Girard : Lélé

Source et légende : version québécoise (VQ) selon le carton de doublage du générique de fin.

## Genèse du projet
Féru de musique hawaïenne depuis son enfance, l’animateur Pixar James Murphy (qui a notamment travaillé sur 1 001 Pattes) a eu l’idée de créer un court métrage tel que Lava plus de 20 ans avant sa réalisation, lors de sa lune de miel sur l'île d'Hawaï. Il dit avoir « pensé que ça serait tellement cool de tomber amoureux d’un lieu et d’un personnage en même temps ! »[réf. nécessaire]

## Difficultés du projet
Les volcans ont donné du fil à retordre aux animateurs qui ont dû donner à ces monstres de la nature un aspect plus humanisé, et les rendre capables de sentiments et d’émotions. « L’un des défis avec le personnage principal Uku était de trouver un moyen de faire une forme montagneuse taillée de coulées de lave, pouvant être encore capable de faire certaines mimiques », a déclaré le superviseur technique Bill Watral. « Mais le défi le plus notable a été la création d’ensembles à grande échelle, avec des effets complexe et de la végétation qui ont dû se déplacer avec notre animation, car ils étaient aussi nos personnages principaux »,.

## Accueil critique
Les réactions du grand public sont également très diverses : si les animations et les effets visuels sont souvent salués, l’intrigue est parfois jugée trop pauvre, et la chanson trop répétitive.

## Chanson du film
La chanson du court-métrage, également intitulée Lava, est sortie en single le 16 juin 2015, ainsi qu’en bonus dans l’album de la bande originale de Vice-Versa.